# ギュンター・ギヨーム

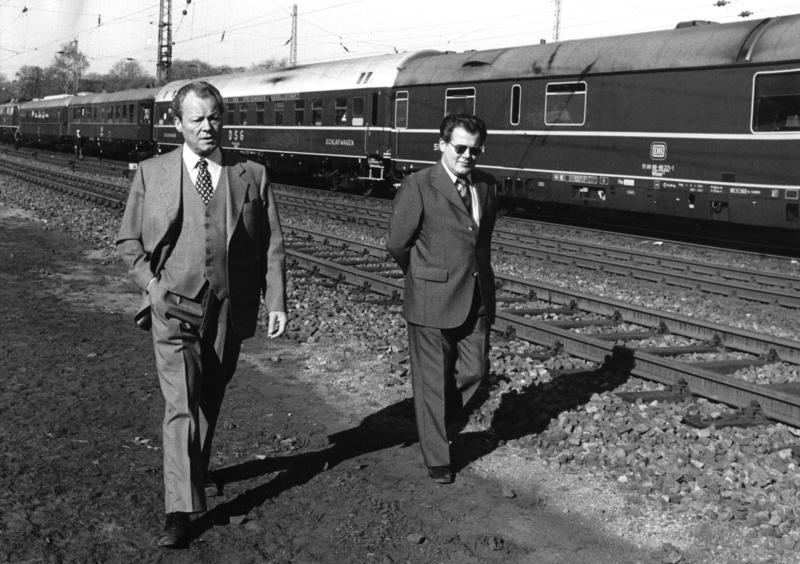
ギヨーム（右）とブラント首相（1974年4月18日）

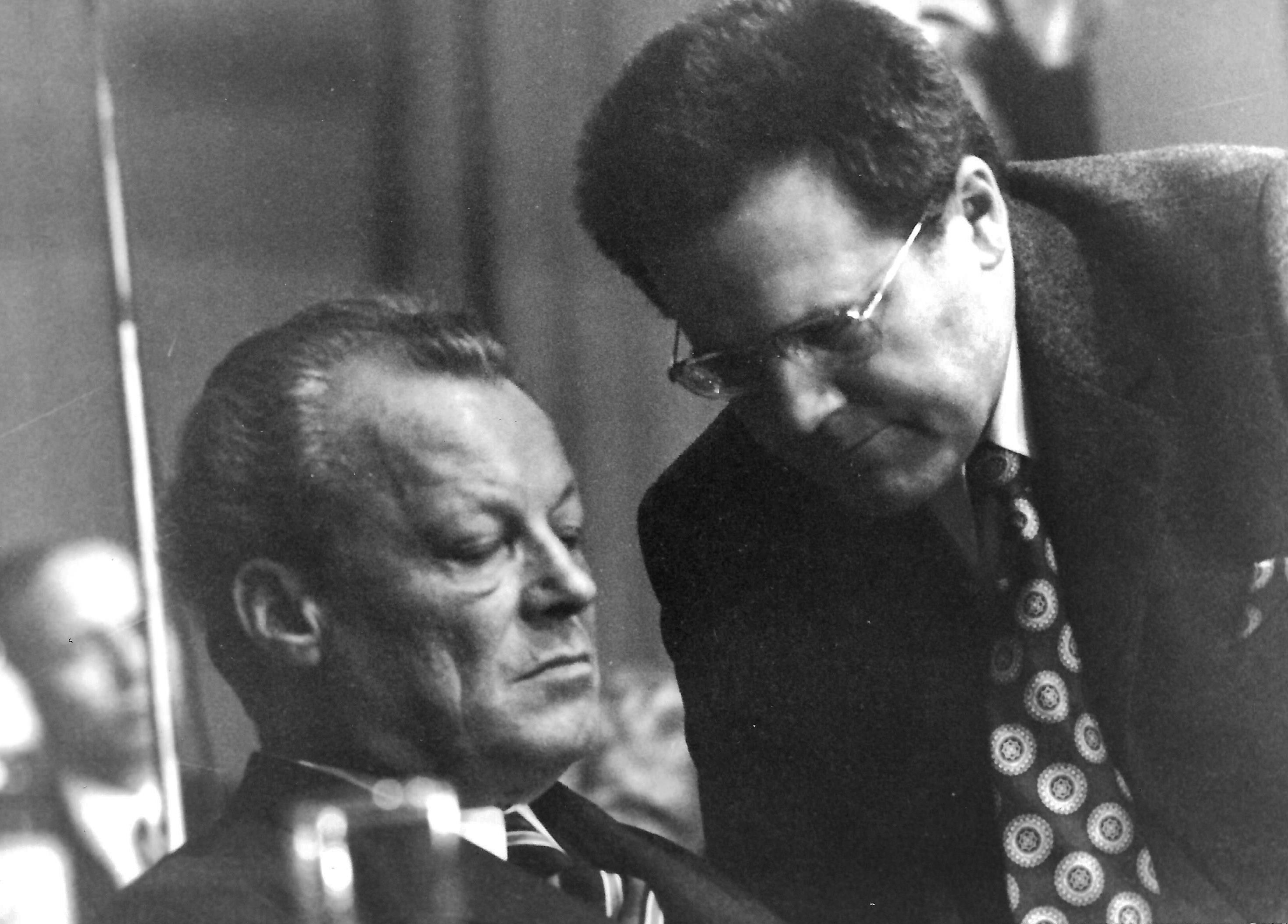
ギヨームとブラント首相、1972年-1974年

ギュンター・ギヨーム（Günter Guillaume、ただし死去時の姓はブレール（Bröhl）、 1927年2月1日 - 1995年4月10日）は、ドイツ民主共和国（東ドイツ）の軍人、スパイ。西ドイツ首相ヴィリー・ブラントの秘書になりすまして諜報活動に従事、ドイツ史上最も成功したスパイと言われる。1974年、その発覚によりブラント首相が辞任に追い込まれ、「ギヨーム事件」と呼ばれる。

## 経歴

### ナチ党
音楽家の息子としてドイツのベルリンに生まれる。第二次世界大戦末期にドイツ空軍の対空砲助手を務める。歴史家のゲッツ・アリーの最新の研究によれば、ギヨームは1944年にナチ党に入党していたという。

### 東ドイツへ
終戦後東ベルリンに戻り、写真家として働く。1950年に東ベルリンで「人民と世界」社の編集員となる。この年から1956年まで、ギヨームはドイツ民主共和国（東ドイツ）の国家保安省（シュタージ）にスカウトされ、西ドイツに潜入するための訓練を受けていた。1951年、同じくシュタージの工作員教育を受けていた秘書のクリステル・ボームと結婚した。2人は1男をもうけている。

### 西ドイツへ潜入
1952年、ドイツ社会主義統一党（SED）に入党する。1956年、シュタージの指令を受け、身分を隠して亡命を装い西ドイツに移住し、フランクフルトに住んでコピー屋を経営する。
1957年、ドイツ社会民主党（SPD）に入党する。クリステルは同党ヘッセン州南部地区事務所の秘書となった。1964年から党の指導員として政治活動に従事する。フランクフルト地区の党事務局長となり、1968年からはフランクフルト市議会SPD議員団の事務局長となる。同年、市議会議員に当選する。翌年のドイツ連邦議会選挙に際しては、地元選挙区のSPD候補であるゲオルク・レーバー連邦交通相の選挙戦に従事、高い得票を得て、組織運営の才を発揮した。
レーバーの推薦でギヨームは連邦首相府の経済・財政・社会政策担当秘書となり、ヴィリー・ブラント首相の信頼を勝ち取った。1972年、その勤勉さと事務能力を買われてブラントの個人秘書になる。こうして彼は、西ドイツ首相の極秘文書や内輪の会議の内容、さらには私生活までを知りうる立場となった。

### ギヨーム事件
1973年の年初に、当時内務省公安局が15年前から傍受し解明した無線通信がギョームに関わっていることを突き止め、ギヨーム夫妻は東ドイツ国家保安省が潜入させていたスパイであるとの確証を持った。しかし、公安局長から憲法擁護庁長官に就任したギュンター・ノラウは5月29日に当時のハンス＝ディートリヒ・ゲンシャー内相に伝えたが証拠となるものがなく逮捕の決め手がなかったので、なおしばらく様子を見ることとして公安局の監視下に置かれた。
ギヨームが監視下に置かれたことは、翌日ブラントにゲンシャー内相から伝えられたが、ブラントは深刻には受け止めなかった。なぜなら東ドイツから難民として西ドイツへ移ってきた人々に対しては、「しばしば浮上する疑いの要素」であることをブラントも理解しており、無視することにしたからであった。
そしてほぼ1年が過ぎた1974年3月初めにこの関係資料が連邦検察官に渡り捜査を続けている中で、4月24日にボンの自宅を捜査官が訪れてギヨームと妻クリステルは逮捕された。
その逮捕に際し、ギヨームは
「私は東ドイツ国家人民軍の士官であり、国家保安省の職員でもある。士官に対する敬意を払いたまえ」
（Ich bin Offizier der Nationalen Volksarmee der DDR und Mitarbeiter des Ministeriums für Staatssicherheit. Ich bitte, meine Offiziersehre zu respektieren.）
と発言し、自らがシュタージのスパイであることを自白してしまった。
この事件は彼の姓をとって「ギヨーム事件」と呼ばれるようになり、西ドイツの内政に深刻な事態をもたらした。5月7日、ブラント首相は辞任した。6月6日、野党の動議により、連邦議会に事件の全容解明のため調査特別委員会が設置された。この委員会により、西ドイツ治安機関の監視体制が脆弱であることが明らかにされた。1975年12月、ギヨームは国家反逆罪により懲役13年、クリステルは同8年の判決を受けた。
しかし当時東ドイツ国家保安省次官で、シュタージの対外諜報部門の長を30年以上務めたマルクス・ヴォルフはドイツ再統一後に「ギヨームを西ドイツ首相の間近に置いたことなどは東ドイツ秘密警察の行動計画の結果ではなかった。一国のトップの人物近くに疑念の濃厚な人物など留め置いたことなど決してない」と述べている。

### スパイ交換後
1981年、東西ドイツ間のスパイ捕虜交換により東ドイツに戻り、公式に「平和の偵察者」（Kundschafter des Friedens）として顕彰を受けた。夫妻はカール・マルクス勲章を受章し、ギヨームは国家保安省大佐、クリステルは同中佐に昇進した。ギヨームはシュタージの工作員養成学校に名誉客員教官として招かれた。1985年、ポツダム法科高等専門学校（国家保安省大学校）はギヨームに対し「平和の保障と東ドイツ国家の強化に対する格別の貢献」により、名誉法学博士号を授与した。
英雄となったギヨームは一方、シュタージで看護婦として働くエルケ・ブレールと不倫関係になり、東ドイツへの帰還後間もない1981年12月に夫妻は離婚した。1986年にギヨームは15歳年下のエルケと結婚し、その姓ブレールを名乗るようになった。1986年と1988年に回顧録『告白』を発表した。

### 晩年
1990年の東西ドイツ統一後は罪に問われず、ブランデンブルク州エッガースラントの自宅でひっそりと暮らし、1995年に腎臓癌のためでベルリンの病院で死去した。

## 家族
ギヨームと妻クリステルの一人息子ピエールは、両親逮捕後の1975年に東ベルリンへ移り、写真ジャーナリストとしての教育を受けた。彼はベルリンの壁崩壊直前の1988年に西ドイツへの移住を申請し、家族と共に移住した。シュタージが有名な「ギヨーム」の姓での西側への移住を許さなかったため、母の旧姓を取ってピエール・ボームと名乗った。2004年にピエールは『知らない父』という回顧録を出版している。同年3月、ギヨームの前妻クリステルは心臓病のため死去した。